# Salvador (film, 1986)
Salvador je ameriški vojni dramski film iz leta 1986, ki ga je režiral Oliver Stone in zanj napisal scenarij skupaj z Richardom Boylom. V glavnih vlogah nastopajo James Woods kot Boyle, Jim Belushi, Michael Murphy in Elpidia Carrillo, v stranskih vlogah pa John Savage in Cynthia Gibb. Zgodba temelji na resničnih dogodkih in prikazuje vojnega dopisnika Richarda Boylea, ki se v času salvadorske državljanske vojne zaplete z obema stranema, FMLN in desničarskimi militanti, ob tem pa skuša rešiti svoje dekle z otrokoma. 
Film je bil premierno prikazan 5. marca 1986 in je naletel na dobre ocene kritikov, finančno pa ni bil uspešen. Na 59. podelitvi je bil nominiran za oskarja za najboljšega igralca (Woods) in izvirni scenarij (Stone in Boyle). Realistično prikazuje levičarske revolucionarje in kritično ameriško podporo vojski, ki je oborožila in ustanovila brutalen režim, kar je vodilo v posilstvo in umor štirih ameriških misijonark, tudi Jean Donovan, ter uboj nadškofa Óscarja Romera.

## Vloge
- James Woods kot Richard Boyle
- Jim Belushi kot Doctor Rock
- Michael Murphy kot veleposlanik Thomas Kelly
- John Savage kot John Cassady
- Elpidia Carrillo kot María
- Cindy Gibb kot Cathy Moore
- Tony Plana kot major Maximiliano Casanova
- José Carlos Ruiz kot nadškof Óscar Romero